# 国鉄DD50形ディーゼル機関車
DD50形ディーゼル機関車（DD50がたディーゼルきかんしゃ）は、かつて日本国有鉄道（国鉄）に在籍した電気式ディーゼル機関車である。

## 製造の背景
米国や西ドイツにおける非電化幹線のディーゼル化（無煙化）の進行に刺激され、第二次世界大戦後の1950年（昭和25年）ごろから国鉄でも幹線用ディーゼル機関車の研究が進められた。日本では戦前に製造されたディーゼル機関車はいずれも入換用の小形機関車であり、幹線用ディーゼル機関車の製造・使用実績は皆無であった。
その研究の成果として1953年（昭和28年）から製造された、日本初の幹線用ディーゼル機関車が本形式である。

## 構造
エンジンはスイスのスルザー社と新三菱重工業の技術提携により製造された、縦形（直立シリンダー）直列8気筒、直噴式で1,050ps（1時間定格）の新三菱スルザー・8LDA25である。このエンジンは1930年代に開発された直列6気筒の6LDA25を基本に、8気筒化して出力の増強を図ったもので、日本への導入当時既にフランスの植民地向け機関車などで多数の製造実績があった、スルザー社の標準設計品の一つである。構造自体は手堅く堅実であったが、工作精度の基準が高く、新三菱側は苦労したという。日本での国産化に当たっては後のDF50でも、三菱重工業が製造を担当した0番台に採用されている。動力伝達方式は幹線用機関車の世界的な標準である電気式を採用した。
本形式は運転台が片側にしかなく、常に2両を背中合わせに連結して重連運転することを前提として製造された。そのため事実上は「DH50」とも言える。単機でも列車牽引に使用することは可能であったが、折り返し時に転車台による方向転換が必要なことや、非力で牽引力が不足ぎみであることから単機での列車牽引には制約があった（単機での出力は520kWであり、昭和初期に製造されたモハ53形電車とほぼ同じだった）ため、実際の運用では重連で使用されることが殆どであった。重連で使用した際の性能は、D52・C62並みとされている。
運転台側の前面形状は80系電車とよく似た2枚窓半流線形のいわゆる「湘南形」である。特に1次型は車体幅が狭く、天地寸法の大きめな前面窓と、連結器付近まで延びた前面外板による面長でのっぺりとした印象から、「海坊主」なるあだ名を当時のファンからもらっていた（当時のディーゼル機関車の標準塗装である茶色塗装も海坊主のイメージに拍車をかけていた）。2次車では前面窓の比率が横長となって、窓隅のRも小さくなり、前面に排障器が装着されたこともあって、1次型より垢抜けたスタイルとなっている。
外部塗装はぶどう色2号に白色の帯であったが、1964年（昭和39年）ごろに上半が朱色4号、下半がねずみ色1号のツートーンカラーで、間に白帯を配した塗装に変更された。

## 製造
まず1953年に1次車3両が新三菱重工業三原製作所で製造された。エンジン製作は新三菱重工業神戸造船所が、電気部分は三菱電機が製造した。性能上は問題ないことが確認され、1954年（昭和29年）に2次車3両が同じく新三菱三原で製造された。1次車と2次車では車体形状が若干異なっており、2次車では前面排障器が車体と別部品になっている。なお、この2次車は当初、借入機の扱いであったが、1次車が奇数で運用上の難があることもあり、1957年に正式に購入された。
量産を見据えた設計であったが、重連使用のため製造費が高くなったうえ、軸重が重く、蒸気暖房装置を搭載していないことから冬期の旅客列車の牽引には別に暖房車が必要となるなどの問題点があり、これ以後の製造はなされなかった。その後の幹線用ディーゼル機関車としては、出力を上げて単機運転を可能とし、蒸気暖房装置を搭載したDF50が開発され、1957年（昭和32年）から量産されることとなる。

## 運用
6両とも当初は敦賀機関区（後の敦賀第一機関区→現在：敦賀地域鉄道部敦賀運転センター車両管理室）に配置され、北陸本線米原駅 - 敦賀駅間（旧線）で使用された。この区間はトンネルと急勾配が連続しており、蒸気機関車の運転が非常に困難であったことから本形式の運用線区に選ばれたのであった。
製造当初は「日本海」「北陸」などの急行列車にも用いられたが、1957年にDF50が製造されてからは主に貨物列車に使用されるようになった。また、北陸トンネルが完成する前の杉津越えでは、DF50ともども補機としても重用された。その後、北陸本線の電化により富山機関区に転属、南福井駅 - 富山操車場間の貨物列車に運用されたが、電化延伸で余剰化したため1967年に米原機関区（現在：米原列車区）に転属し、米原駅 - 田村駅間で直流電気機関車と交流電気機関車の中継に使用された。昭和49年から敦賀第二機関区にEF81形が配置されてこの中継が不要になったことから、1975年（昭和50年）3月10日のダイヤ改正のころより休車が発生し、1977年（昭和52年）12月26日付で全車廃車となった。
休車後も長い間米原機関区構内に留置されており、東海道新幹線の車窓からその状態を見ることができた。その後全車解体され、現存車はない。
なお、4号機は1957年ごろDF40が改造工事を受けている間、四国に渡り、土讃本線（当時）で運用されていたことがある。

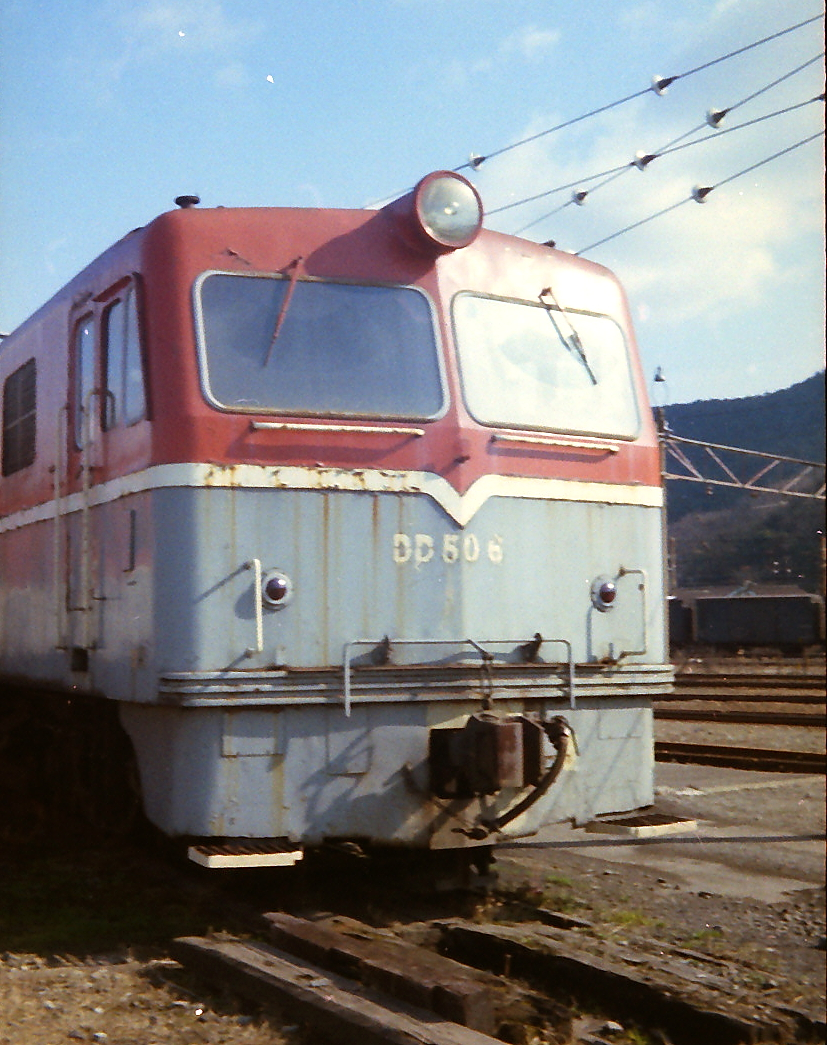
1975年　米原機関区にて。